# Vandkærer
Vandkærer (Hydrophiloidea) er en overfamilie af biller. Indtil for nylig omfattede den kun en enkelt familie, Hydrophilidae (vandkærer), men flere af underfamilierne er blevet fjernet og ophøjet til familierang. Hydrophiliidae er fortsat det klart største medlem af gruppen, med næsten 3.000 beskrevne arter. De andre familier har ikke mere end 400 arter. Histeroidea er nært beslægtede og betragtes nogle gange som en del af en sensu lato Hydrophiloidea. Størstedelen af kladen er akvatisk, hvilket menes at være gruppens forfædres økologi, hvor nogle slægter som Sphaeridiinae bliver sekundært terrestriske. Moderne repræsentanter for gruppen dukkede første gang op under den sene Jura.
Familier omfatter:
- Epimetopidae
- Georissidae
- Helophoridae
- Hydrochidae
- Hydrophilidae
- Spercheidae

## Uddøde slægter
- †Laetopsia Fikácek et al. 2012 Yixian Formation, Kina, Shinekhudag Formation, Dzun-Bain Formation Mongoliet, Zaza Formation, Rusland, Tidlig Kridt (Aptian)
- †Cretotaenia Ponomarenko 1977 Zaza Formation, Rusland, Tidlig Kridt (Aptian)
- †Hydrophilopsia Ponomarenko 1987 Glushkovo Formation, Rusland, Sen Jura (Titonisk), Turga Formation, Rusland, Tidlig Kridt (Aptian)